# Song for My Father (canção)
"Song for My Father" é uma composição de Horace Silver. A versão original, lançada pelo quinteto de Silver, se tornou um jazz standard e é provavelmente a composição mais bem conhecida de Silver.

## Composição
"Song for My Father" é construída com 24 compassos AAB e um tempo 4/4.:xxii Foi composta em fá menor.:xxii Tem uma levada bossa nova e um baixo ostinato.:xxii Contém apenas quatro acordes.

## Gravação original
A versão original com Silver ao piano, tinha ainda Joe Henderson (saxofone tenor), Carmell Jones (trompete), Teddy Smith (baixo) e Roger Humphries (bateria). Foi gravada em Englewood Cliffs, Nova Jérsei, em 26 de outubro de 1964. Foi primeiramente lançada no álbum  Song for My Father.

## Versões posteriores
Até 2014, mais de 180 versões da canção tinham sido gravadas.
O piano da abertura foi emprestado pela banda Steely Dan em sua canção "Rikki Don't Lose That Number", enquanto o riff da seção de sopro foi emprestada por Stevie Wonder em sua canção "Don't You Worry 'Bout a Thing".  Earth, Wind & Fire também emprestou notas do baixo em sua canção "Clover". A banda de jazz-rap Us3 também pegou na música para a "Eleven Long Years"